# نیجریه در المپیک تابستانی ۲۰۲۴
کاروان المپیکی نیجریه، یکی از کاروان‌های شرکت‌کننده در بازی‌های المپیک تابستانی ۲۰۲۴ بود. این دوره از بازی‌ها از ۲۶ ژوئیه تا ۱۱ اوت ۲۰۲۴ (۵ تا ۲۱ امرداد ۱۴۰۳ خورشیدی) به میزبانی پاریس، پایتخت فرانسه برگزار شد. پس از نخستین حضور در المپیک ۱۹۵۲ هلسینکی، کاروان نیجریه در همه‌ی دوره‌های المپیک به جز ۱۹۷۶ مونترال به عنوان بخشی از کشورهای تحریم‌کننده کانگولیز شرکت کرده‌اند. این کاروان در پایان این دوره موفق به کسب هیچ مدالی نشد و یکی از بزرگترین کاروان‌های بی‌مدال این دوره از رقابت‌ها بود.
بیشترین نسبت ورزشکاران زن به مرد ( ۲.۵ زن به ازای هر مرد) نیز در این کاروان بود.
تیم فوتبال زنان نیجریه پس از المپیک ۲۰۰۸ پکن، موفق به راهیابی به المپیک شدند.

## شرکت‌کنندگان
این کاروان از ورزشکارانی در ورزش‌های زیر تشکیل شده بود.
| ورزش         | مردان | زنان | مجموع |
| ------------ | ----- | ---- | ----- |
| دو و میدانی  | ۱۸    | ۱۸   | ۳۶    |
| بدمینتون     | ۱     | ۰    | ۱     |
| بسکتبال      | ۰     | ۱۲   | ۱۲    |
| بوکس         | ۲     | ۱    | ۳     |
| قایقرانی     | ۰     | ۲    | ۲     |
| دوچرخه‌سواری  | ۰     | ۱    | ۱     |
| فوتبال       | ۰     | ۱۸   | ۱۸    |
| شنا          | ۱     | ۱    | ۲     |
| تنیس روی میز | ۲     | ۲    | ۴     |
| تکواندو      | ۰     | ۱    | ۱     |
| وزنه‌برداری   | ۰     | ۲    | ۲     |
| کشتی         | ۱     | ۵    | ۶     |
| مجموع        | ۲۵    | ۶۳   | ۸۸    |